# Francis Criss

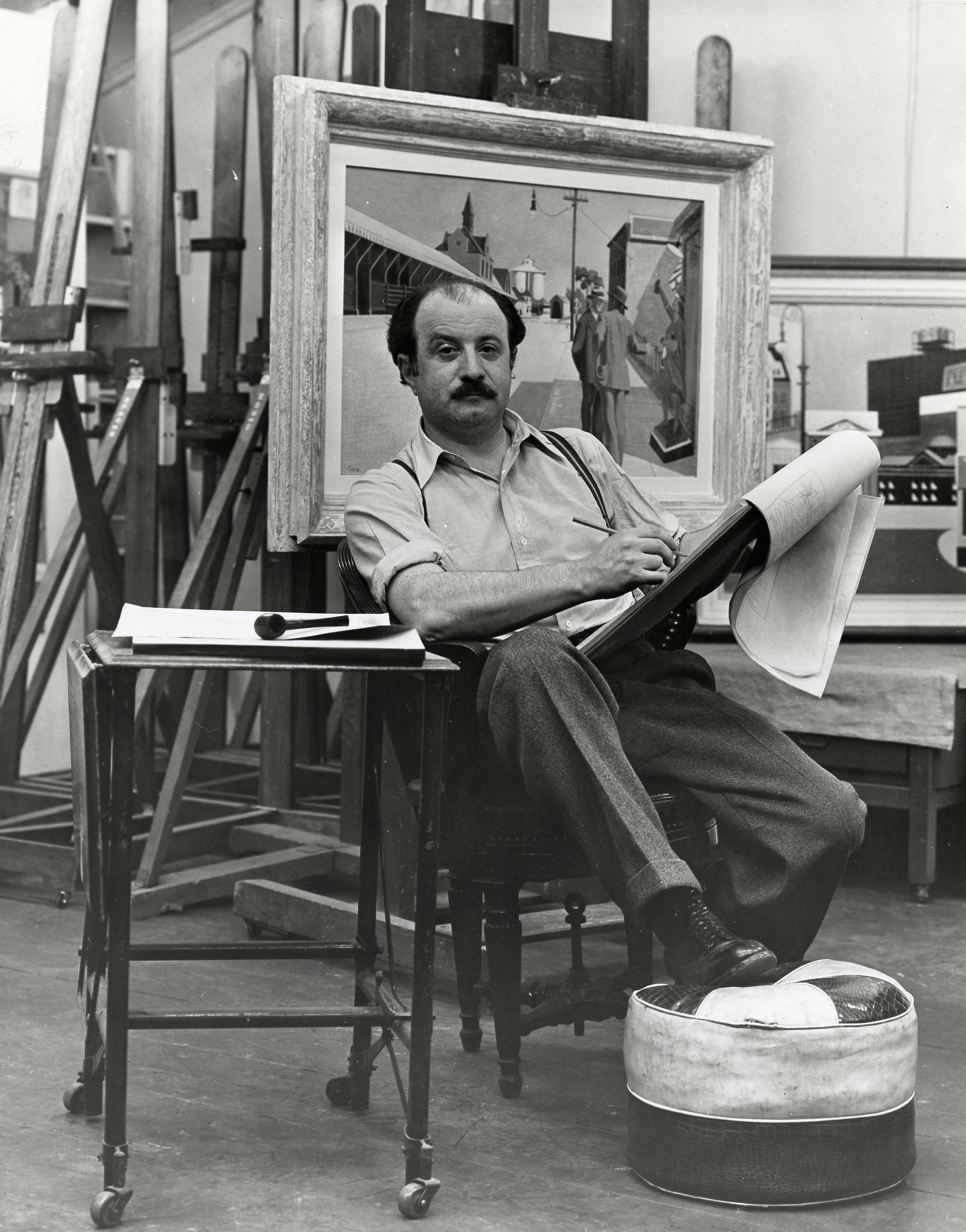
Archives of American Art – Francis Hyman Criss (1940)

Francis Hyman Criss (* 26. April 1901 in London, England; † 1973 in New York City, USA) war ein US-amerikanischer Maler, der vor allem für seine Darstellungen des industriellen Lebensstils in New York City bekannt ist. Seine Werke zeichnen sich durch die Verwendung kräftiger, geometrischer Formen und eine monotone Farbgebung aus. Francis Criss wird häufig dem Präzisionismus (engl. Precisionism) zugeordnet, auch wenn er selbst eine eindeutige stilistische Einordnung zu vermeiden suchte. Im Laufe seiner Karriere arbeitete er in verschiedenen Stilrichtungen wie Synchromismus, Surrealismus, Kubismus, Pointillismus und Realismus.

## Leben
Francis Criss wurde 1901 in London als Sohn einer jüdischen Familie russischer Herkunft geboren. Im Alter von etwa drei Jahren wanderte seine Familie in die Vereinigten Staaten aus und ließ sich in Philadelphia nieder. Bereits während seiner Kindheit entwickelte er eine Leidenschaft für die Kunst. Nach eigenen Angaben war eine Poliomyelitis-Erkrankung der Auslöser für seine künstlerische Orientierung. Mit neun Jahren begann er seine künstlerische Ausbildung am Graphic Sketch Club in Philadelphia. Später studierte er von etwa 1917 bis 1921 an der Pennsylvania Academy of the Fine Arts und an der Barnes Foundation. Anschließend erhielt er privaten Unterricht bei Jan Matulka an der Art Students League of New York. 1920 erhielt er das Cresson-Stipendium, das ihm Studienreisen nach Europa ermöglichte.
Ab circa 1931 begann Francis Criss, öffentlich auszustellen. Sein Gemälde Astor Place wurde 1932 auf der ersten Whitney Biennale gezeigt und vom Whitney Museum erworben. 1934 erhielt er ein Guggenheim-Stipendium, reiste nach Italien und schuf dort politische Werke wie Fascism. Von 1935 bis 1939 war er als Wandmaler im Rahmen des Federal Art Project der Works Progress Administration tätig und entwarf Wandgemälde für das Williamsburg Housing Project in Brooklyn. Zugleich war er Mitbegründer des American Artists’ Congress und Charter-Mitglied der American Group mit anderen Künstlern wie Philip Evergood, William Gropper und Yasuo Kuniyoshi.
In den 1940er Jahren unterrichtete er privat sowie an Institutionen wie der Brooklyn Museum Art School, der Art Students League, The New School und der School of Visual Arts. Sein eigenes malerisches Schaffen trat dabei zunehmend in den Hintergrund. Francis Criss starb 1973 im Alter von 72 Jahren in New York City.

## Werk

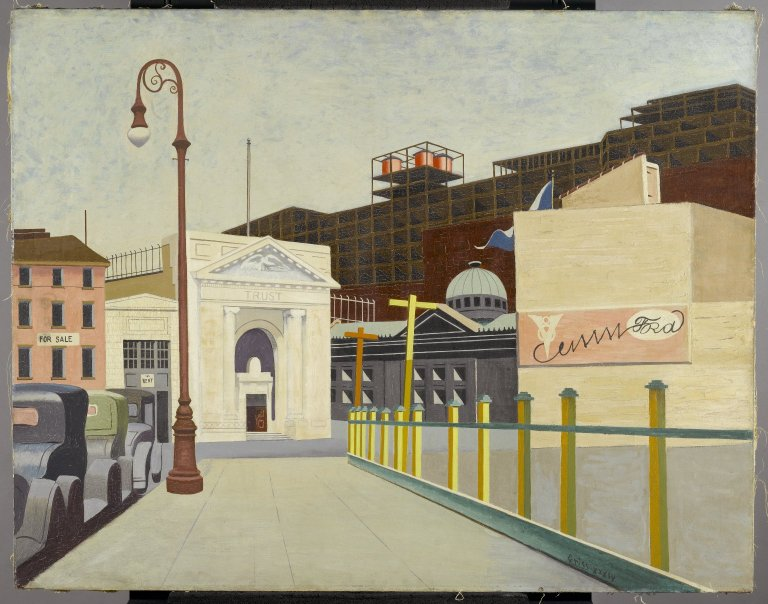
Francis Hyman Criss: City Landscape (ca. 1934). Brooklyn Museum

Die künstlerisch produktivste Phase von Francis Criss lag in den späten 1920er- und 1930er-Jahren. In dieser Zeit schuf er weniger als 30 Werke, die er selbst als bedeutend betrachtete. Seine Malerei wurde häufig mit der von Charles Sheeler (1883–1965) und Ralston Crawford (1906–1978) verglichen, die ebenfalls als bedeutende Vertreter des Präzisionismus galten. Typisch für diese Kunstrichtung war die Darstellung urbaner und industrieller Szenen als Symbol eines wachsenden und sich modernisierenden Amerikas. Einflussreich auf Francis Criss’ Werk war auch der Surrealismus, insbesondere in seiner frühen Schaffenszeit. Er griff wiederholt Motive des Unbewussten auf, wie etwa gesichtslose oder zeigerlose Uhren in mehreren Gemälden. Während eines Aufenthalts in Italien, wo er Fresken studierte, setzte er sich zudem intensiv mit dem Werk des italienischen Surrealisten Giorgio de Chirico (1888–1978) auseinander. Elemente dieses Einflusses finden sich unter anderem in dem Gemälde Alma Sewing, das eine afrikanischstämmige Frau beim Nähen zeigt. In der Reflexion einer Lampe über ihrem Kopf ist das Selbstporträt des Künstlers mit Skizzenblock zu erkennen – ein surrealistisches Motiv, das an de Chiricos Bildsprache erinnert. Im Hintergrund hängt Francis Criss’ eigenes Werk Americana.
Nach zehn Jahren kommerzieller Arbeit in der Werbebranche in den 1940er-Jahren wandte sich Criss in den 1950er-Jahren wieder verstärkt der freien Malerei zu. Er experimentierte mit pointillistischen Techniken sowie mit der Verbindung von Kubismus und Realismus. Da diese Versuche nicht den gewünschten Erfolg brachten, wandte er sich der Collagetechnik zu und arbeitete mit Fotografien. Später kehrte er zur Porträtmalerei zurück und unterrichtete unter anderem am Brooklyn Museum und an der School of Visual Arts. Mit dem Aufstieg des Abstrakten Expressionismus verlor sein Werk jedoch an öffentlicher Resonanz und Erfolg. Das Werk von Francis Criss ist geprägt von einer formalen Strenge und einem Interesse an der Struktur der modernen Stadt. Seine Arbeiten gelten als bedeutende Beiträge zur amerikanischen Moderne des 20. Jahrhunderts.